# Wadi Litibah
El Wadi Litibah (en árabe: وادي ليتيبة‎, romanizado: Wādī Litibah) es un valle o río seco, con caudal efímero o intermitente, que fluye casi exclusivamente durante la temporada de lluvias, situado al noreste de los Emiratos Árabes Unidos, en el Emirato de Ras al Jaima.
Es afluente del Wadi Ghalilah, a partir de su confluencia con el Wadi Barut, y se forma principalmente por los barrancos y torrenteras que discurren por la vertiente norte del Jabal Bil Ays / Jebel Jais (1.911 m), repartidos en dos grandes brazos; y por los profundos acantilados situados al oeste y al pie del Jabal as Sayh (1.746 m), en la línea fronteriza entre UAE y Omán.

## Recorrido

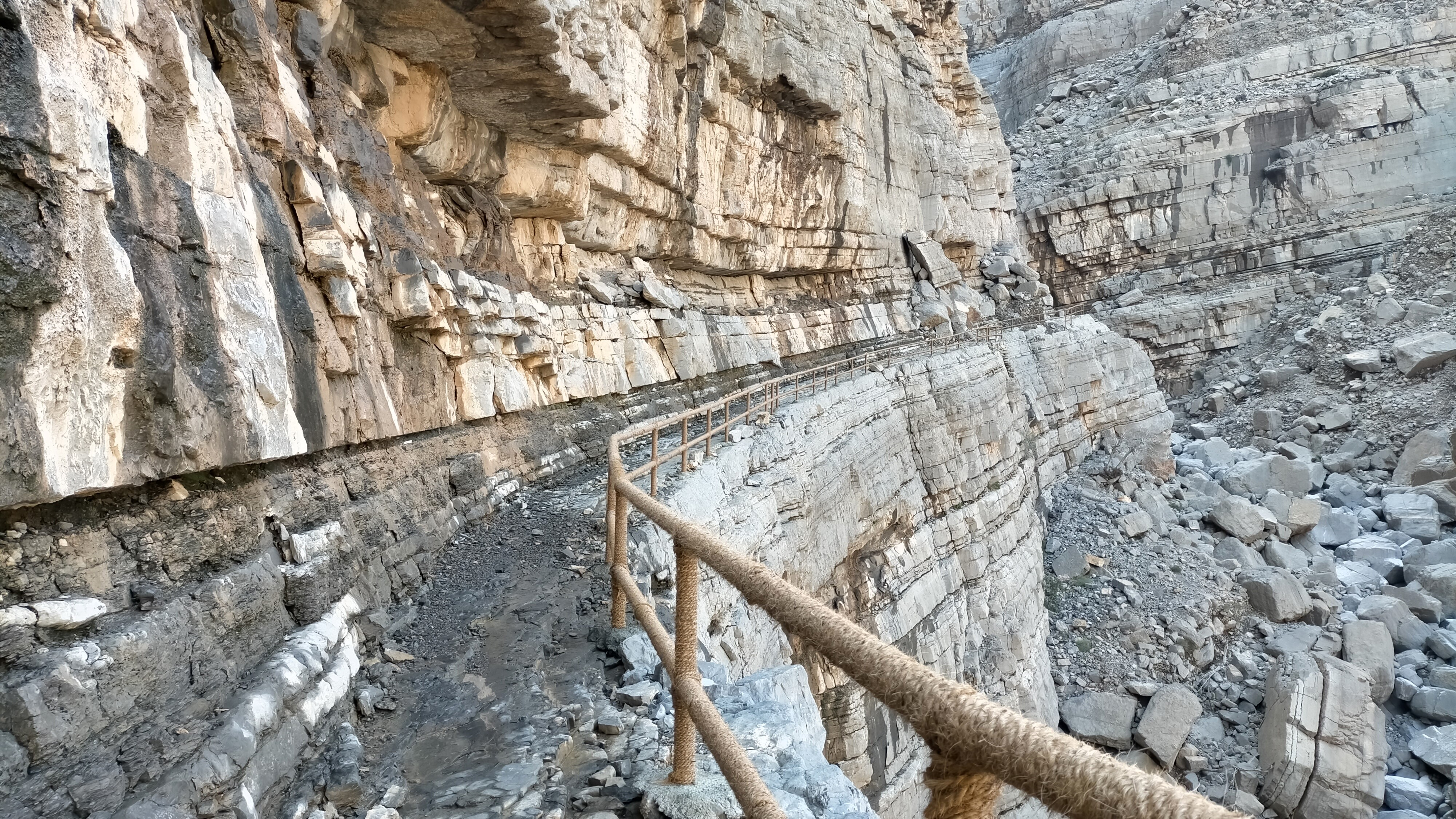
Camino de herradura a través del Wadi Litibah

En su recorrido, de sur a norte, y posterior giro hacia el oeste en su curso medio, el Wadi Litibah pasa por algunas zonas de cultivo en bancales, y pequeñas granjas muy desperdigadas, construidas en zonas elevadas con respecto al lecho de los barrancos, la mayoría de ellas abandonadas o semi abandonadas, a las que se accede a través de un empinado camino de herradura, escalonado con piedra en algunos tramos, que sigue siendo utilizado en la actualidad para el tránsito de mercaderías a lomos de burros, y que se ha hecho muy popular como ruta de senderismo, conocida con el nombre de Stairway to Heaven (Righ Bank), que discurre entre la parte baja del wadi y el Jabal Ar Rahrah Ridge. 
Una de esas aldeas, situada a 1.450 m de altitud, es Ras Ash, también conocida como Ras al Ghash, que cuenta con un único habitante.
Otro popular itinerario, pero de escalada en roca, el Stairway to Heaven (Left Bank), parte también de la zona baja del Wadi Litibah y trepa hasta la cima del vertical acantilado que limita por el este el Wadi Litibah, en donde se encuentra la aldea omaní de Ra’s al Waḩḩ, continuando después hacia el sur, en dirección a la cima de Jebel Jais, para alcanzar finalmente el Jabal Ar Rahrah Ridge.
En la referida zona inferior del Wadi Litibah, situada ya por debajo de los 260 m de altitud, existen dos pequeños núcleos rurales, a los que se puede acceder a través de una carretera de piedra y grava que sigue el mismo lecho seco del wadi, y conduce hasta su confluencia con el Wadi Barut, junto a la presa de Wadi Ghalilah (Wadi Ghalilah Dam).

## Toponimia

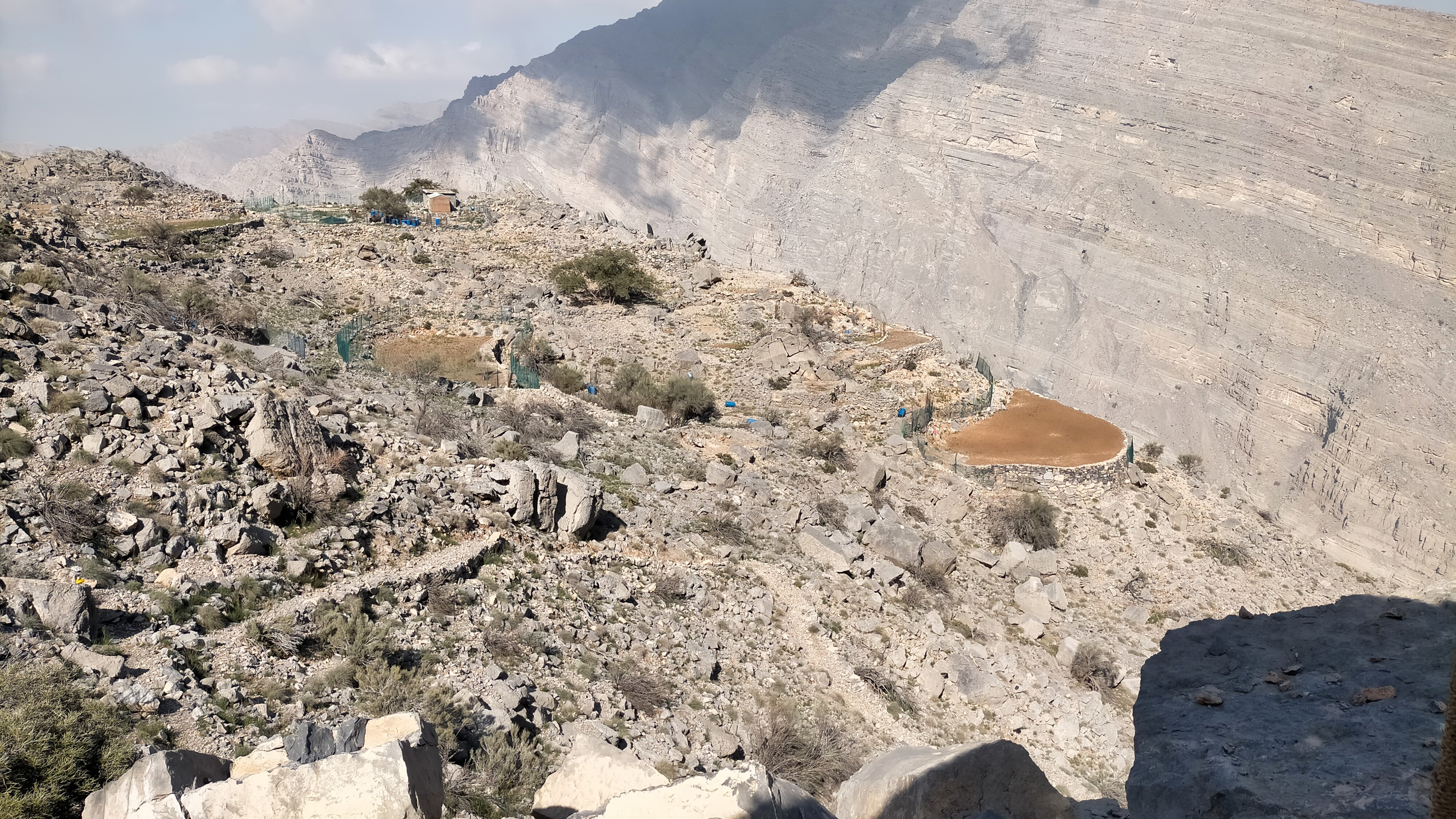
Granjas y terrazas en el Wadi Litibah

El nombre de este wadi quedó registrado en la documentación y mapas elaborados entre 1950 y 1960 por el arabista, cartógrafo, militar y diplomático británico Julian F. Walker, durante los trabajos efectuados para el establecimiento de fronteras entre los entonces denominados Estados de la Tregua, completados posteriormente por el Ministerio de Defensa del Reino Unido, en mapas a escala 1:100.000 publicados en 1971..

## Población
El área geográfica del Wadi Litibah estuvo poblada históricamente por la tribu seminómada Shihuh, secciones de Bani Hadiyah (en árabe: بني هدية‎) y Bani Shatair (en árabe: بني شطير‎), que ocupaban, entre otros territorios, las zonas tribales de Ahl Sayḩ y Hammad, respectivamente.